# أوكبروك تراس
أوكبروك تراس (إلينوي) (بالإنجليزية: Oakbrook Terrace, Illinois) هي مدينة تقع في الولايات المتحدة في مقاطعة دوبيج. يقدر عدد سكانها بـ 2,155 نسمة .